# Menkare
Menkare byl egyptský faraon z 8. dynastie během prvního přechodného období. Menkare pravděpodobně vládl jen krátce na přechodu mezi Starou říší a prvním přechodným obdobím na počátku 22. století před naším letopočtem. Sídlil v Memfisu.

## Zmínky

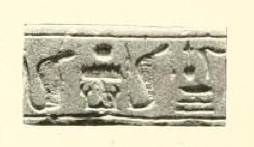
Pečeť zaznamenávající Menkarea, nebo Menkaurea

Zmínky o Menkarově existenci pocházejí z abydoského seznamu králů. Jeho jméno se též objevuje v hrobce královny Neit. Další zmínka o něm pochází z nápisu na pečeti vyrobené z glazovaného steatitu, nyní uložené v Britském muzeu pod katalogovým číslem 30557, na níž se nachází text „Dobrý bůh, Pán dvou zemí, Menkare”. Pečeť se datuje do 26. dynastie, asi 1700 let po Menkarově životě. Je pravděpodobné, že pečeť se nezmiňuje o Menkarovi, ale o Menkaureovi ze 4. dynastie.
V minulosti byl Menkare archeologem Flindersem Petriem mylně ztotožňován s královnou Neitokret, protože královně Neitokret připisoval Manehto stavbu Menkaureovy pyramidy v Gíze. Manehto si byl tedy možná spletl jména Menkaurea a Menkarea.